# Little Auglaize River
Der Little Auglaize River ist ein 48 km langer linker Nebenfluss des Auglaize River im Nordwesten des US-Bundesstaats Ohio und gehört zum Flusssystem des Sankt-Lorenz-Stroms. 
Der Fluss entspringt etwa 8 km nordöstlich der Stadt Rockford im südlichen Van Wert County, Ohio, fließt zunächst in nordnordöstlicher und dann in generell nördlicher Richtung durch die Countys Van Wert, Putnam und Paulding. Er mündet 4 km nördlich der Ortschaft Melrose im östlichen Paulding County in den Auglaize River.